# انتخابات محلی شمال سوریه ۲۰۱۷
نخستین انتخابات محلی در فدراسیون دموکراتیک شمال سوریه در روز ۲۲ سپتامبر ۲۰۱۷ برگزار شد. نمایندگان ۳۷۰۰ کومون در مناطق فدراسیون شمال سوریه در این انتخابات از میان ۱۲۴۲۱ نامزد انتخاب می‌شوند. پس از برگزاری انتخابات کمون‌ها در روز ۲۲ سپتامبر، انتخابات شوراهای محلی در ماه نوامبر و در مرحلهٔ سوم انتخابات مجلس فدرال شورای دموکراتیک خلق که بالاترین نهاد تصمیم‌گیری در فدراسیون به شمار می‌آید، در ژانویهٔ ۲۰۱۸ برگزار خواهد شد. انتخابات در چندین منطقه که توسط نیروهای سوریهٔ دموکراتیک کنترل می‌شوند، شامل منبج و رقه برگزار نمی‌شود.